# Haileybury Comets
Haileybury Hockey Club (tudi znan kot Haileybury Comets) je bil profesionalni hokejski klub iz Haileyburyja. Ustanovljen je bil v zgodnjih 1900. letih. Najbolj poznan je po delovanju znotraj lige National Hockey Association v sezoni 1910. Ustanovljen je bil na podlagi kapitala iz tedaj aktualnega rudarstva v severnem Ontariu in po prvi sezoni v ligi zapustil NHA, potem ko je postalo jasno, da je mesto Haileybury premajhno za velik profesionalni hokejski klub. 

## Zgodovina
Klub je bil ustanovljen leta 1906 kot eno od moštev lige Timiskaming Professional Hockey League. Ligo so tedaj sestavljala moštva, ki so jih podpirali lastniki lokalnih rudnikov. Klub si je lastila družina O'Brien iz Renfrewja, ki si je lastila rudnike srebra, železnice in več železniških gradbenih podjetij. Liga TPHL je delovala kot zabava za lastnike in rudarje v oddaljenih mestih severnega Ontaria. 
Haileybury je postal razvpit v hokejskih krogih leta 1909, ko je podpisal s profesionalnimi hokejisti, kot so bili Con Corbeau, Skene Ronan in Harry Smith, ki so prišli iz različnih OPHL in ECHA moštev. Tedaj so lastniki stavili velike vsote denarja na igre moštev in lastnik kluba Ambrose O'Brien je uspel privabiti igralce, ki so razdrli svoje pogodbe in se pridružili Haileyburyju. 
Ko se FHL moštvo Renfrew Creamery Kings novembra 1909 ni uspelo pridružiti novi ligi Canadian Hockey Association, je O'Brien organiziral ligo National Hockey Association in vanjo vključil svoja moštva, Haileybury Comets, Renfrew Creamery Kings in Cobalt Silver Kings. 
Haileybury je svojo edino sezono v NHA zaključil s 4 zmagami in 8 porazi, pri čemer je prejel 83 in dosegel 77 golov. Zanj so med drugim igrali tudi Alex Currie, Art Ross, Paddy Moran in Skene Ronan. Vodilni strelec moštva je bil Horace Gaul z 22 zadetki, kar je bilo dovolj za sedmo mesto lestvice najuspešnejših strelcev lige. 
Po sezoni 1910 je lastnik kluba in rudarski tajkun Ambrose O'Brien umaknil Haileybury iz lige NHA. Oživljena je bila liga TPHL in Haileybury je v sezoni 1910/11 deloval znotraj nje. Po sezoni je liga razpadla, Haileybury pa se je pridružil ligi Timiskaming Senior League, v kateri je igral do leta 1915. 
Haileyburyjevo mesto v ligi NHA je prevzel rokoborec in promotor športa iz Montreala George Kennedy, lastnik kluba »Club Athlétique Canadien«, ki je prevzel hokejski klub Montreal Canadiens. Kennedy si je pridobil pravice za ime »Canadiens« in je grozil O'Brienu s tožbo, ker je slednji uporabljal isto ime v svojem klubu z imenom »Les Canadiens«. V nenavadni poravnavi je Kennedy raje od Canadiensov prevzel Haileybury, Canadiensi pa so pripadli O'Brienu. Igralci in ime Les Canadiensov so bili preusmerjeni h Kennedyju.